# Thijs van Dam
Thijs Johannes Reinier (Thijs) van Dam (Delft, 5 januari 1997) is een Nederlands hockeyer die uitkomt voor HC Rotterdam en het Nederlands elftal. Van Dam speelt als aanvaller.
Van Dam begon op jonge leeftijd met hockey bij Ring Pass Delft. Na de C-junioren vertrok hij naar HC Rotterdam.
Van Dam debuteerde in juli 2016 voor Jong Oranje en werd in 2017 met het team Europees kampioen. Tevens kwam Van Dam in 2016 uit voor het Nederlands zaalhockeyteam, waarmee hij dat jaar het Europees kampioenschap speelde. In januari 2017 sloot hij voor het eerst aan bij het Nederlands elftal, toen hij deel uitmaakte van de selectie voor de Hockey World League in India, waar het team zevende werd. In 2018 behaalde Van Dam brons in de Champions Trophy en werd hij geselecteerd voor het WK hockey, waar het Nederlands team zilver pakte. Van Dam speelde in elk duel en scoorde een doelpunt, in de cross-over tegen Canada. Bovendien werd hij uitgeroepen tot grootste talent van het toernooi. Begin 2019 moest Van Dam de Hockey Pro League aan zich voorbij laten gaan door een heupoperatie. Van Dam was op tijd hersteld voor het EK 2019, waar brons gewonnen werd. In 2021 werd Van Dam met de Nederlandse selectie Europees kampioen en maakte hij deel uit van de Olympische selectie. Ook in 2024 is hij weer geselecteerd voor de Olympische Spelen.

## Belangrijkste prestaties

### Rotterdam
- 2016 – ABN AMRO Cup
- 2017 – ABN AMRO Cup

### Nederlands elftal
- 2016 – 7e EK zaalhockey
- 2017 –  EK –21
- 2017 – 7e Hockey World League
- 2018 –  Champions Trophy
- 2018 –  WK
- 2018 – Grootste Talent op het WK
- 2019 –  EK
- 2021 –  EK
- 2024 –  Olympische spelen

Seve van Ass · 
Billy Bakker · 
Lars Balk · 
Pirmin Blaak · 
Thierry Brinkman · 
Jorrit Croon · 
Thijs van Dam · 
Jonas de Geus · 
Jeroen Hertzberger · 
Jip Janssen · 
Robbert Kemperman · 
Joep de Mol · 
Mirco Pruyser ·  
Glenn Schuurman · 
Mink van der Weerden · 
Sander de Wijn · 
Coach: Max Caldas
Seve van Ass ·  
Lars Balk ·  
Koen Bijen ·  
Pirmin Blaak ·  
Justen Blok ·  
Thierry Brinkman ·  
Jorrit Croon ·  
Thijs van Dam ·  
Jonas de Geus ·  
Steijn van Heijningen ·  
Tjep Hoedemakers ·  
Jip Janssen ·  
Floris Middendorp ·  
Joep de Mol ·  
Duco Telgenkamp ·  
Derck de Vilder ·  
Floris Wortelboer ·  
Steijn van Heijningen (invaller) ·  
Tijmen Reyenga (invaller) ·
Coach: Jeroen Delmee